# 计量单位统一代码
计量单位统一代码（英文：Unified Code for Units of Measure，縮寫：UCUM）是一个用于向人和机器明确无歧地表示计量单位的代码系统。
此代码集（code set）之中收录着ISO 1000、ISO 2955-1983、ANSI X3.50-1986、HL7以及ENV 12435标准之中所定义的全部计量单位，而同时还明确采取可证实的方式，解决了这些标准之中在命名方面所存在的种种矛盾和分歧。UCUM为机器之间的通讯（machine to machine communication，机器通讯）提供7位ASCII码的计量单位表达形式，并且还备有区分大小写（case-sensitive）与不区分大小写（case-insensitive）的表达形式之间的明确映射。
目前，存在着一个Java applet形式的开源型参考实施（reference open-source implementation，开源型参考实现）。